# Sturisoma
Genre
Le genre Sturisoma regroupe environ 15 espèces de poissons. C'est un Loricariidé qui appartient à la sous-famille des Loricariinae. 
Ils sont originaires Nord de l'Amérique du Sud et du Panama et sont encore peu étudiés. Les plus couramment représentés sont les S. aureum et S.barbatum. 

## Liste des espèces
Selon FishBase (28 octobre 2017) :
- Sturisoma barbatum (Kner, 1853)
- Sturisoma brevirostre (Eigenmann & Eigenmann, 1889)
- Sturisoma caquetae (Fowler, 1945)
- Sturisoma guentheri (Regan, 1904)
- Sturisoma lyra (Regan, 1904)
- Sturisoma monopelte Fowler, 1914
- Sturisoma nigrirostrum Fowler, 1940
- Sturisoma robustum (Regan, 1904)
- Sturisoma rostratum (Spix & Agassiz, 1829)
- Sturisoma tenuirostre (Steindachner, 1910)